# Persone di nome Abraham
| Questa pagina contiene informazioni ricavate automaticamente dalle voci biografiche con l'ausilio del template Bio e di un bot. L'aggiornamento è periodico e automatico e ricostruisce completamente la pagina. Se manca una persona in questa lista, sei pregato di non aggiungerla, ma accertati piuttosto che la sua voce biografica contenga il template Bio e che i dati anagrafici siano correttamente compilati. Se il template Bio manca, inseriscilo tu stesso o, in alternativa, metti l'avviso {{tmp\|Bio}} che ne segnala la mancanza. Se i dati riportati sono sbagliati, correggi direttamente la voce biografica; le modifiche saranno visibili in questa lista entro pochi giorni. Per chiarimenti vedi il progetto antroponimi. La lista contiene solo le 195 persone che sono citate nell'enciclopedia e per le quali è stato implementato correttamente il template Bio. Pagina aggiornata al 22 lug 2025. |

Questa è una lista di persone presenti nell'enciclopedia che hanno il nome Abraham, suddivise per attività principale.

## Allenatori di calcio(2)
- Abraham Mebratu, allenatore di calcio etiope (n. 1970)
- Abraham Paz, allenatore di calcio e ex calciatore spagnolo (El Puerto de Santa María, n. 1979)

## Ammiragli(1)
- Abraham Duquesne, ammiraglio francese (Dieppe, n. 1610 - Parigi, † 1688)

## Anatomisti(1)
- Abraham Vater, anatomista tedesco (Wittenberg, n. 1684 - † 1751)

## Animatori(1)
- Abe Levitow, animatore e regista statunitense (Los Angeles, n. 1922 - Hollywood, † 1975)

## Antiquari(1)
- Abraham Gorlaeus, antiquario olandese (Anversa, n. 1549 - Delft, † 1608)

## Arbitri di calcio(1)
- Abraham Klein, arbitro di calcio israeliano (Timișoara, n. 1934)

## Arcivescovi cattolici(1)
- Abraham Kattumana, arcivescovo cattolico indiano (Vaikom, n. 1944 - Roma, † 1995)

## Arcivescovi luterani(1)
- Abraham Angermannus, arcivescovo luterano svedese (Ångermanland - Gripsholm, † 1607)

## Atleti(1)
- Abraham Guem, atleta sudsudanese (Yirol, n. 1999)

## Attivisti(1)
- Abraham Serfaty, attivista marocchino (Casablanca, n. 1926 - Marrakech, † 2010)

## Attori(6)
- Abraham Attah, attore ghanese (Accra, n. 2001)
- Abraham Benrubi, attore statunitense (Indianapolis, n. 1969)
- Mickey Knox, attore, dialoghista e traduttore statunitense (New York, n. 1921 - Los Angeles, † 2013)
- Al Lewis, attore statunitense (New York, n. 1923 - New York, † 2006)
- Abraham Sofaer, attore britannico (Rangoon, n. 1896 - Woodland Hills, † 1988)
- Abe Vigoda, attore statunitense (New York, n. 1921 - Woodland Park, † 2016)

## Attori teatrali(1)
- Fleury, attore teatrale francese (Chartres, n. 1750 - † 1822)

## Bassisti(1)
- Abraham Laboriel, bassista messicano (Città del Messico, n. 1947)

## Batteristi(2)
- Abe Cunningham, batterista statunitense (Long Beach, n. 1973)
- Abe Laboriel Jr., batterista statunitense (Los Angeles, n. 1971)

## Botanici(1)
- Abraham Erasmus Braam van Wyk, botanico sudafricano (n. 1952)

## Calciatori(18)
- Bram Appel, calciatore e allenatore di calcio olandese (Rotterdam, n. 1921 - Geleen, † 1997)
- Abraham Bahachille, calciatore venezuelano (Caracas, n. 2001)
- Abraham Cabrera, calciatore boliviano (Santa Cruz de la Sierra, n. 1991)
- Abraham Carreño, ex calciatore messicano (Monterrey, n. 1988)
- Abraham Coronado, ex calciatore messicano (Ocotlán, n. 1992)
- Abraham Enoch, ex calciatore papuano (n. 1982)
- Abraham Frimpong, ex calciatore ghanese (Accra, n. 1993)
- Abraham González, ex calciatore spagnolo (Barcellona, n. 1985)
- Abraham Guié Gneki, ex calciatore ivoriano (San-Pédro, n. 1986)
- Abe Hartley, calciatore scozzese (Dumbarton, n. 1872 - Southampton, † 1909)
- Abraham Iniga, calciatore salomonese (n. 1979)
- Abraham Kudemor, ex calciatore ghanese (Accra, n. 1985)
- Abraham Lobos, calciatore uruguaiano
- Abraham Minero, ex calciatore spagnolo (Granollers, n. 1986)
- Abraham Nava, ex calciatore messicano (Città del Messico, n. 1964)
- Abraham Shatimuene, calciatore namibiano (Windhoek, n. 1986)
- Abraham Tedros, calciatore eritreo (n. 1993)
- Bram Wiertz, calciatore olandese (Amsterdam, n. 1919 - Amsterdam, † 2013)

## Cantanti(1)
- Abraham Afewerki, cantante eritreo (Asmara, n. 1966 - Massaua, † 2006)

## Cantautori(1)
- Abraham Mateo, cantautore, produttore discografico e attore spagnolo (San Fernando, n. 1998)

## Cartografi(1)
- Abraham Cresques, cartografo spagnolo (Palma di Maiorca - † 1387)

## Cestisti(7)
- Abraham Eidlin, cestista uruguaiano (Haifa, n. 1927 - Montevideo, † 2020)
- Abraham Gutt, ex cestista israeliano (n. 1944)
- Abraham Hoffman, cestista israeliano (n. 1938 - † 2015)
- Abraham Richardson, ex cestista cubano (Isola della Gioventù, n. 1989)
- Abraham Shneior, cestista e allenatore di pallacanestro israeliano (Palestina, n. 1928 - † 1998)
- Abraham Sie, cestista e taekwondoka ivoriano (n. 1999 - Abidjan, † 2022)
- Abraham Zuchman, ex cestista statunitense (New Haven, n. 1951)

## Ciclisti su strada(1)
- Abraham Olano, ex ciclista su strada spagnolo (Anoeta, n. 1970)

## Compositori(1)
- Walter de Frece, compositore, impresario teatrale e politico britannico (n. 1870 - † 1935)

## Dermatologi(1)
- Abraham Buschke, dermatologo tedesco (Nakło nad Notecią, n. 1868 - Terezín, † 1943)

## Diplomatici(2)
- Abraham Constantin Mouradgea d'Ohsson, diplomatico, storico e orientalista armeno (Istanbul, n. 1779 - Berlino, † 1851)
- Abraham de Wicquefort, diplomatico e scrittore olandese (Amsterdam, n. 1598 - Celle, † 1682)

## Drammaturghi(1)
- Abraham Goldfaden, drammaturgo russo (Starokostjantyniv, n. 1840 - New York, † 1908)

## Ebanisti(1)
- Abraham Roentgen, ebanista tedesco (Mülheim am Rhein, n. 1711 - Herrnhut, † 1793)

## Editori(1)
- Abraham Verhoeven, editore e giornalista belga (Anversa, n. 1575 - Anversa, † 1652)

## Filosofi(2)
- Abraham bar Hiyya, filosofo, astronomo e matematico spagnolo (Barcellona, n. 1070 - Provenza, † 1136)
- Abraham Ben David, filosofo e rabbino francese (Narbona - Vauvert, † 1198)

## Fisici(1)
- Abraham Bennet, fisico inglese (n. 1749 - † 1799)

## Genealogisti(1)
- Wilhelm Munthe, genealogista norvegese (Kristiania, n. 1883 - Oslo, † 1965)

## Geologi(1)
- Abraham Gottlob Werner, geologo e mineralogista tedesco (Wehrau, n. 1749 - Dresda, † 1817)

## Ginnasti(1)
- Abie Grossfeld, ex ginnasta statunitense (New York, n. 1934)

## Giocatori di baseball(1)
- Abraham Toro, giocatore di baseball canadese (Longueuil, n. 1996)

## Giocatori di football americano(1)
- Abraham Lucas, giocatore di football americano statunitense (Everett, n. 1998)

## Giornalisti(2)
- Abraham Merritt, giornalista e scrittore statunitense (Beverly, n. 1884 - Indian Rocks Beach, † 1943)
- A. H. Weiler, giornalista e critico cinematografico statunitense (Russia, n. 1908 - Astoria, † 2002)

## Giuristi(1)
- Abraham Oyanedel, giurista, politico e avvocato cileno (Copiapó, n. 1874 - Santiago del Cile, † 1954)

## Illusionisti(1)
- Fred Kaps, illusionista olandese (Rotterdam, n. 1926 - Utrecht, † 1980)

## Imprenditori(2)
- Abraham Darby I, imprenditore inglese (Sedgley, n. 1678 - Coalbrookdale, † 1717)
- Abe Saperstein, imprenditore, dirigente sportivo e allenatore di pallacanestro statunitense (Londra, n. 1902 - Chicago, † 1966)

## Incisori(5)
- Abraham Aubry, incisore tedesco
- Abraham Bloteling, incisore, disegnatore e editore olandese (Amsterdam, n. 1640 - Amsterdam, † 1690)
- Abraham Bosse, incisore francese (Tours, n. 1604 - Parigi, † 1676)
- Abraham Girardet, incisore e disegnatore svizzero (Le Locle, n. 1764 - Parigi, † 1823)
- Abraham van der Wenne, incisore olandese (Amsterdam, n. 1656 - Amsterdam, † 1694)

## Informatici(1)
- Abraham Lempel, informatico israeliano (Leopoli, n. 1936 - † 2023)

## Ingegneri(1)
- Abe Silverstein, ingegnere statunitense (Terre Haute, n. 1908 - Fairview Park, † 2001)

## Insegnanti(1)
- Abraham Yahuda, docente, glottologo e scrittore israeliano (Gerusalemme, n. 1877 - † 1951)

## Inventori(1)
- Abraham Niclas Edelcrantz, inventore svedese (Åbo, n. 1754 - Stoccolma, † 1821)

## Islamisti(1)
- Abraham Udovitch, islamista canadese (Winnipeg, n. 1933)

## Judoka(1)
- Abraham Acevedo, judoka paraguaiano (Asunción, n. 1989)

## Lottatori(3)
- Abraham Conyedo, lottatore cubano (Santa Clara, n. 1993)
- Abraham Kurland, lottatore danese (Odense, n. 1912 - † 1999)
- Abraham Mellinger, lottatore statunitense (New York, n. 1877 - New York, † 1958)

## Maratoneti(1)
- Abraham Akopesha, maratoneta e mezzofondista keniota (n. 1993)

## Matematici(6)
- Abraham Adrian Albert, matematico statunitense (Chicago, n. 1905 - Chicago, † 1972)
- Abraham Gotthelf Kästner, matematico tedesco (Lipsia, n. 1719 - Gottinga, † 1800)
- Abraham de Moivre, matematico francese (Vitry-le-François, n. 1667 - Londra, † 1754)
- Abraham Robinson, matematico tedesco (Waldenburg, n. 1918 - New Haven, † 1974)
- Abraham Sharp, matematico e astronomo inglese (Horton Hall, n. 1653 - † 1742)
- Abraham H. Taub, matematico e fisico statunitense (Chicago, n. 1911 - † 1999)

## Medici(4)
- Abraham Colles, medico irlandese (Kilkenny, n. 1773 - † 1843)
- Abraham Jacobi, medico tedesco (Hille, n. 1830 - Bolton, † 1919)
- Abraham Pineo Gesner, medico e geologo canadese (Cornwallis, n. 1797 - Halifax, † 1864)
- Abraham ben Maimon, medico e rabbino egiziano (al-Fustat, n. 1186 - † 1237)

## Mercanti(1)
- Abraham di Saragozza, mercante spagnolo

## Mezzofondisti(2)
- Abraham Assefa, ex mezzofondista e maratoneta etiope (n. 1972)
- Abraham Kiplagat, ex mezzofondista keniota (n. 1984)

## Militari(3)
- Abraham Lincoln, militare statunitense (Boston, n. 1744 - Contea di Jefferson, † 1786)
- Abraham C. Myers, militare statunitense (Georgetown, n. 1811 - Washington, † 1889)
- Abraham Somes, militare statunitense (n. 1732 - † 1819)

## Mistici(1)
- Abraham von Franckenberg, mistico tedesco (Ludwigsdorf bei Oels, n. 1593 - Ludwigsdorf bei Oels, † 1652)

## Musicisti(1)
- Abraham Zevi Idelsohn, musicista e etnologo lettone (Libau, n. 1882 - Johannesburg, † 1938)

## Naturalisti(1)
- Abraham Trembley, naturalista e zoologo svizzero (Ginevra, n. 1710 - Ginevra, † 1784)

## Orientalisti(1)
- Abraham Hyacinthe Anquetil-Duperron, orientalista francese (Parigi, n. 1731 - Parigi, † 1805)

## Orologiai(1)
- Abraham Gribelin, orologiaio francese (Blois, n. 1589 - † 1671)

## Pallanuotisti(2)
- Bram Leenards, ex pallanuotista olandese (L'Aia, n. 1940)
- Appie van Olst, pallanuotista olandese (Amsterdam, n. 1897 - Amsterdam, † 1964)

## Patriarchi cattolici(1)
- Abraham Bedros I Ardzivian, patriarca cattolico armeno (‛Aintāb, n. 1679 - Kraīm, † 1749)

## Pittori(22)
- Abraham Begeyn, pittore olandese (Leida, n. 1637 - Berlino, † 1697)
- Abraham van Beyeren, pittore olandese (L'Aia, n. 1620 - Rotterdam, † 1690)
- Abraham Bloemaert, pittore olandese (Gorinchem, n. 1564 - Utrecht, † 1651)
- Abraham Bosschaert, pittore olandese (Middelburg, n. 1612 - Utrecht, † 1643)
- Abraham Brueghel, pittore fiammingo (Anversa, n. 1631 - Napoli, † 1697)
- Abraham Casembroot, pittore, incisore e architetto fiammingo (Bruges - Messina, † 1658)
- Abraham van Cuylenborch, pittore e disegnatore olandese (Utrecht, n. 1620 - Utrecht, † 1658)
- Abraham van Diepenbeeck, pittore e illustratore fiammingo (Bois-le-Duc, n. 1596 - Anversa, † 1675)
- Abraham Genoels II, pittore e incisore fiammingo (Anversa, n. 1640 - Anversa, † 1723)
- Abraham Govaerts, pittore e disegnatore fiammingo (Anversa, n. 1589 - Anversa, † 1626)
- Abraham Hondius, pittore, disegnatore e incisore olandese (Rotterdam - Londra, † 1691)
- Abraham Janssens, pittore fiammingo (Anversa - Amsterdam, † 1632)
- Abraham Matthijs, pittore fiammingo (Anversa, n. 1581 - Anversa, † 1649)
- Abraham Mignon, pittore tedesco (Francoforte sul Meno, n. 1640 - Utrecht, † 1679)
- Abraham Storck, pittore e incisore olandese (Amsterdam, n. 1644 - Amsterdam, † 1700)
- Abraham Teniers, pittore fiammingo (Anversa, n. 1629 - † 1670)
- Abraham de Vries, pittore olandese (Rotterdam - L'Aia)
- Abraham van Westerveld, pittore e disegnatore olandese (Rotterdam, † 1692)
- Abraham Willaerts, pittore olandese (Utrecht, n. 1603 - Utrecht, † 1662)
- Abraham van Calraet, pittore olandese (Dordrecht, n. 1642 - † 1722)
- Abraham van Dijck, pittore olandese (Amsterdam, n. 1635 - Dordrecht, † 1680)
- Abraham van den Tempel, pittore olandese (Leeuwarden - Amsterdam, † 1672)

## Poeti(3)
- Abraham Cowley, poeta e saggista inglese (Londra, n. 1618 - Chertsey, † 1667)
- Catulle Mendès, poeta, scrittore e librettista francese (Bordeaux, n. 1841 - Saint-Germain-en-Laye, † 1909)
- Avraham Shlonsky, poeta israeliano (Kremenčuk, n. 1900 - Tel Aviv, † 1973)

## Politici(12)
- Abraham Kuyper, politico e teologo olandese (Maassluis, n. 1837 - L'Aia, † 1920)
- Abraham K. Allison, politico statunitense (Contea di Jones, n. 1810 - Quincy, † 1893)
- Abraham Beame, politico statunitense (Londra, n. 1906 - New York, † 2001)
- Abraham Berge, politico norvegese (Lyngdal, n. 1851 - † 1936)
- Abraham Calazacón, politico ecuadoriano (Santo Domingo, n. 1909 - Santo Domingo, † 1981)
- Abraham Oakley Hall, politico, scrittore e avvocato statunitense (Albany, n. 1826 - New York, † 1898)
- Abraham Hamadeh, politico e militare statunitense (Chicago, n. 1991)
- Abraham Stevens Hewitt, politico, insegnante e avvocato statunitense (Haverstraw, n. 1822 - New York, † 1903)
- Abraham Lincoln, politico, avvocato e militare statunitense (Hodgenville, n. 1809 - Washington, † 1865)
- Abraham Léon, politico belga (Varsavia, n. 1918 - Auschwitz, † 1944)
- Abraham de Peyster, politico statunitense (Nuova Amsterdam, n. 1657 - New York, † 1728)
- Sergio Vuskovic, politico e scrittore cileno (Illapel, n. 1930 - Valparaíso, † 2021)

## Procuratori sportivi(1)
- Abraham Alechenwu, procuratore sportivo e ex calciatore nigeriano (Lagos, n. 1986)

## Psichiatri(1)
- Abraham A. Brill, psichiatra e psicoanalista statunitense (Kańczuga, n. 1874 - New York, † 1948)

## Psicologi(1)
- Abraham Maslow, psicologo statunitense (New York, n. 1908 - Menlo Park, † 1970)

## Pugili(2)
- Abe Attell, pugile statunitense (San Francisco, n. 1884 - † 1970)
- Abe Simon, pugile statunitense (Richmond Hill, n. 1913 - Long Island, † 1969)

## Rabbini(9)
- Abraham ben Daniel, rabbino e poeta italiano (Modena, n. 1511)
- Abraham Azulai, rabbino e religioso marocchino (Fès, n. 1570 - Hebron, † 1643)
- Abraham Geiger, rabbino tedesco (Francoforte sul Meno, n. 1810 - Berlino, † 1874)
- Abraham Joshua Heschel, rabbino e filosofo polacco (Varsavia, n. 1907 - New York, † 1972)
- Abraham Isaac Kook, rabbino e filosofo russo (Daugavpils, n. 1865 - Gerusalemme, † 1935)
- Abraham Minz, rabbino italiano (Padova - Padova, † 1530)
- Abraham Senior, rabbino, banchiere e politico spagnolo (Segovia, n. 1412 - † 1493)
- Abraham Shemtov, rabbino e mistico russo (Mosca, n. 1937)
- Abraham Skorka, rabbino, scrittore e biofisico argentino (Buenos Aires, n. 1950)

## Registi(1)
- Abraham Polonsky, regista, sceneggiatore e scrittore statunitense (New York, n. 1910 - Los Angeles, † 1999)

## Religiosi(1)
- Abraham Pihl, religioso, astronomo e architetto norvegese (Gausdal, n. 1756 - † 1821)

## Rugbisti a 15(2)
- Amos du Plooy, rugbista a 15, allenatore di rugby a 15 e dirigente sportivo sudafricano (Douglas, n. 1921 - Tornhill, † 1980)
- Braam Steyn, rugbista a 15 sudafricano (Cradock, n. 1992)

## Scacchisti(1)
- Abraham Kupchik, scacchista statunitense (Brėst, n. 1892 - Montclair, † 1970)

## Sceneggiatori(1)
- Abby Mann, sceneggiatore, produttore televisivo e drammaturgo statunitense (Filadelfia, n. 1927 - Beverly Hills, † 2008)

## Schermidori(2)
- Abraham Cohen, schermidore statunitense (Brooklyn, n. 1924 - Fishkill, † 2016)
- Abraham O'Reilly, schermidore cubano

## Scrittori(7)
- Abraham Jacob van der Aa, scrittore, biografo e geografo olandese (Amsterdam, n. 1792 - Gorinchem, † 1857)
- Abraham Cahan, scrittore, giornalista e politico russo (Paberžė, n. 1860 - New York, † 1951)
- Abraham Mapu, romanziere lituano (Vilijampolė, n. 1808 - Königsberg, † 1867)
- Viktor Rydberg, scrittore e filosofo svedese (Jönköping, n. 1828 - Djursholm, † 1895)
- Bram Stoker, scrittore irlandese (Dublino, n. 1847 - Londra, † 1912)
- Abraham Sutzkever, scrittore e poeta israeliano (Smorgon, n. 1913 - Tel Aviv, † 2010)
- Abraham Yehoshua, scrittore e drammaturgo israeliano (Gerusalemme, n. 1936 - Tel Aviv, † 2022)

## Scultori(2)
- Abraham Conrad Buchau, scultore tedesco (Dresda, n. 1623 - Dresda, † 1701)
- Nat Neujean, scultore belga (Anversa, n. 1923 - Uccle, † 2018)

## Siepisti(2)
- Abraham Cherono, ex siepista keniota (Keiyo, n. 1980)
- Abraham Kibiwot, siepista keniota (n. 1996)

## Sollevatori(1)
- Abraham Charité, sollevatore olandese (L'Aia, n. 1917 - L'Aia, † 1991)

## Storici(2)
- Abraham Zacuto, storico, astronomo e matematico spagnolo (Salamanca, n. 1452 - Gerusalemme, † 1515)
- Abraham ibn Dawud, storico, astronomo e filosofo spagnolo (Toledo, n. 1110 - Toledo, † 1180)

## Storici dell'arte(2)
- Abraham Bredius, storico dell'arte e collezionista d'arte olandese (Amsterdam, n. 1855 - Principato di Monaco, † 1946)
- Aby Warburg, storico dell'arte e critico d'arte tedesco (Amburgo, n. 1866 - Amburgo, † 1929)

## Teologi(3)
- Abraham Calovius, teologo e filosofo polacco (Mohrungen, n. 1612 - Wittenberg, † 1686)
- Abraham Cohen de Herrera, teologo e filosofo portoghese (Lisbona, n. 1570 - Vienna, † 1635)
- Abraham Scultetus, teologo tedesco (Grünberg, n. 1566 - Emden, † 1625)

## Tipografi(2)
- Abraham Vandenhoeck, tipografo e editore olandese (L'Aja, n. 1700 - Gottinga, † 1750)
- Abraham ben Garton, tipografo italiano

## Velocisti(1)
- Abraham Tokazier, velocista finlandese (Helsinki, n. 1909 - Stoccolma, † 1976)

## Vescovi cattolici(2)
- Abraham Boualo Kome, vescovo cattolico camerunese (Loum, n. 1969)
- Abraham Śladkowski, vescovo cattolico polacco (Chełm, n. 1581 - Lublino, † 1643)

## Senza attività specificata(1)
- Abraham Zapruder, ucraino (Kovel', n. 1905 - Dallas, † 1970)